# Antiga església de Sant Joan d'Avinyonet
L'Antiga església de Sant Joan d'Avinyonet és una obra d'Avinyonet de Puigventós (Alt Empordà) inclosa a l'Inventari del Patrimoni Arquitectònic de Catalunya.

## Descripció
Edifici situat a pocs metres de l'església parroquial de Sant Esteve. És un edifici de planta rectangular, allargada, amb vessants sobre les façanes laterals. Les obertures són totes d'època moderna i l'interior ha estat dividit en diferents estances. A la porta i a les cantonades encara es poden veure els carreus, a diferència de la resta de la construcció que ha estat totalment arremolinada.

## Història
En la visita que va fer a la comanda l'any 1661 el comissari hospitaler, li va manifestar el notari Roc Franc, com a procurador del comandador Arnau de Serralta, que la capella de Sant Joan d'Avinyonet estava en bon estat i que en aquesta església "lo senyor bisbe de Girona noy té res a veure"